# Sylvanus Morley
Sylvanus Griswold Morley (ur. 7 czerwca 1883 w Chester, zm. 2 września 1948 w Santa Fe) – amerykański archeolog, epigrafik i majanista. Prowadzone przez niego na początku XX wieku rozległe wykopaliska przyczyniły się do znacznego poszerzenia wiedzy i badań nad cywilizacją Majów. 

## Życiorys
Urodził się w Chester w Pensylwanii jako najstarszy z sześciorga rodzeństwa. Jego ojcem był pułkownik Benjamin F. Morley, profesor chemii w Pennsylvania Military College, a matką Sarah Eleanor Constance de Lannoy. Gdy miał dziesięć lat rodzina przeniosła się do Buena Vista w Kolorado. Będąc w szkole średniej zainteresował się archeologią, a w szczególności egiptologią. Jednakże ojciec chciał, by zdobył solidne wykształcenie dające zatrudnienie, więc Sylvanus rozpoczął studia inżynierskie w Pennsylvania Military College. Po ich ukończeniu w 1904 roku, nie porzucił marzeń o archeologii, której naukę rozpoczął na Uniwersytecie Harvada. Tam za namową dyrektora Peabody Museum Frederica Warda Putnama i profesora na wydziale antropologii Alfreda Tozzera zainteresował się cywilizacją Majów. Krótko po ukończeniu studiów w 1907 roku wyruszył na pierwszą wyprawę do Meksyku, gdzie wizytował i zbadał kilka stanowisk archeologicznych Majów m.in. Acanceh, Xtocche, Labna, Kabah, Uxmal, Zayil, Kiuic i Mayapan. Spędził także kilka tygodni w Chichén Itzá jako gość Edwarda Thompsona, gdzie asystował przy pogłębianiu świętej studni Majów, Cenote Sagrado. Latem 1907 roku rozpoczął pracę w School of American Archaeology w Santa Fe i przez dwa miesiące prowadził badania terenowe na południowym zachodzie USA. Rok później uzyskał stopień magistra na Uniwersytecie Harvada.
W 1912 roku Carnegie Institution za namową jej członka komitetu wykonawczego Williama Parsonsa ogłosił, że wesprze wydział antropologii w School of American Archaeology. Ponieważ potrzebny był odpowiedni projekt, złożono trzy wnioski, w tym jeden należący do Morleya, który dotyczył badań i wykopalisk w Chichén Itzá. W grudniu 1913 roku instytut przyjął jego propozycję i mianował kierownikiem projektu, jednakże niestabilna sytuacja na półwyspie Jukatan spowodowana rewolucją meksykańską i wybuch I wojny światowej przesunęły pracę o dziesięć lat i rozpoczęto je w sezonie 1923-24.
W czasie I wojny światowej Morley pod przykrywką prowadzonych w Meksyku badań, zbierał dla rządu USA informacje o niemieckich działaniach. Przemierzał m.in. wybrzeże Ameryki Środkowej w poszukiwaniu domniemanych niemieckich baz okrętów podwodnych oraz zbierał informacje o pro-niemieckich i antyamerykańskich agitacjach w regionie. 
Po zakończeniu wojny przez kolejne dwie dekady prowadził wykopaliska archeologiczne na terytoriach Majów. Ponadto kierował pracami konserwatorskimi i dawał wykłady w USA na temat swoich znalezisk. Chociaż zaangażowany był głównie w pracach w Chichén Itzá, to przyjął także obowiązki doglądania wykopalisk w innych miejscach takich jak: Yaxchilan, Coba, Copán, Quiriguá, Uxmal, Naranjo, Seibal i Uaxactun. Pod koniec lat 20. Carnegie Institution, który finansował badania zaczął krytykować Morleya za przekraczanie kosztów, harmonogramów, a także za jakość niektórych opracowań badawczych. Ostatecznie w 1929 roku kierownictwo nad programem przekazano Alfredowi Kidderowi, a Morley skoncentrował się na badaniach w Chichén Itzá.
W 1940 roku projekt został zakończony, a Morley wraz ze swoją drugą żona Frances wyprowadził się z Hacienda Chichén, gdzie mieszkali przez wiele lat do Hacienda Chenku. W 1946 roku został mianowany dyrektorem School of American Archaeology i Museum of New Mexico w Santa Fe. Rozpoczął też pisanie obszernej pracy na temat społeczności Majów, którą opublikował w tym samym roku. Wiosną 1948 roku po raz ostatni odwiedził półwysep Jukatan. Zmarł 2 września 1948 roku w Santa Fe, w wieku 65 lat. Tam też został pochowany na cmentarzu Fairview.